# Жан-Патрік Маншетт
Жан-Патрік Манше́тт (фр. Jean-Patrick Manchette) (19 грудня 1942, Марсель — 3 червня 1995, Париж) — французький письменник, сценарист, журналіст та перекладач, автор гостросюжетних детективних романів.
За його творами знято такі фільми, як «Трьох потрібно прибрати», «Шок», «За шкуру поліцейського», «Ганмен».

## З біографії
Маншетт є визнаним автором «класичних» детективних романів та романів-нуар. Він також був відомий, як літературний критик, кінокритик, автор діалогів та цілих сценаріїв до фільмів, а також перекладач американської літератури. Він вважається визначним представником нового французького детективу (néo-polar). Письмо Маншетта зазнало впливу американських майстрів детективу Дешилла Гемметта та Раймонда Чандлера.
З юності був політично активним, виступав проти війни в Алжирі, згодом був близький з ліворадикальною сценою та рухом Ситуаціоністського інтернаціоналу. Захоплювався джазом.
Окрім детективів, що публікувалися у видавництві Gallimard, виступав як літературний критик в тижневику Charlie Hebdo та газеті Libération. З 1960-х років писав сценарії до фільмів.
Хворів на тяжку форму агорафобії (страх відкритого простору) й упродовж багатьох років не виходив з дому. Помер 3 червня 1995 року від раку легень.

## Твори

### Романи
- Laissez bronzer les Cadavres (1971)
- L'Affaire N'Gustro (1971)
- O dingos, O chateaux! (1972)
- Nada (1973)
- L'Homme au Boulet rouge (1972)
- Morgue pleine (1973)
- Que d'os! (1976)
- Le Petit Bleu de la Côte Ouest (1976)
- Fatale (1977)
- 1981 — «Позиція стрільба лежачи» / (La Position du Tireur Couché)
- La Princesse du Sang (1996)
- Romans Noirs (Gallimard, «Quarto», 2005)[4]